# Wacław Mejbaum (historyk)
Wacław Mejbaum (ur. 17 maja 1887 we Lwowie, zm. 4 kwietnia 1948 w Wałbrzychu) – polski historyk, badacz dziejów XIX wieku, członek Naczelnej Komendy Obrony Lwowa w listopadzie 1918 roku.

## Życiorys
Był absolwentem Uniwersytetu Lwowskiego, uczniem Szymona Askenazego. W 1912 uzyskał tytuł doktora nauk historycznych na podstawie pracy O tron Stanisława Augusta (Studium historyczne dotyczące elekcji Stanisława Augusta Poniatowskiego i prób jego detronizacji). Czołowy działacz Zespołu Stu. Redaktor lwowskiego Słowa Polskiego. W roku szkolnym 1919/1920 uczył w III Państwowym Gimnazjum im. Króla Stefana Batorego we Lwowie.
Po II wojnie światowej, by uniknąć aresztowania, pracował jako palacz w wałbrzyskiej kotłowni.
Z małżeństwa z Marią Walerią Deryng (1889-1962) nauczycielką gry na fortepianie i śpiewu miał córkę Wandę i synów Mestwina (1918-1926) oraz Wacława.

## Wybrane publikacje
- Rządy austryackie w Galicyi pomiędzy wojną roku 1809 a 1812, 1910.
- Galicya wiosną roku 1812, 1911.
- Z dni ostatniej elekcji w Polsce, 1914.
- Étude sur l'ucrainisme, Lwów: L'Administration de"L'Indépendance Polonais 1919.
- Podstawy narodowego myślenia i narodowej polityki, Lwów: Bibljoteka Zespołu STU 1926.
- Polskie problemy dnia: glossy, Warszawa: "Droga" 1935.